# Onciale 0111
- Papyrus
- Onciale
- Minuscules
- Lectionnaire

Le Codex 0111, portant le numéro de référence 0111 (Gregory-Aland), est un manuscrit du Nouveau Testament sur parchemin écrit en écriture grecque onciale.

## Description
Le codex se compose de une folio. Il est écrit en deux colonnes, de 24 lignes par colonne. Les dimensions du manuscrit sont 16 x 14 cm. Les experts datent ce manuscrit du VIIe siècle,. 
Contenu
C'est un manuscrit contenant le texte incomplet de l'Deuxième épître aux Thessaloniciens (1,1-2,2). 
Texte
Le texte du codex représente un texte alexandrin. Kurt Aland le classe en Catégorie II. 
Lieu de conservation
Le codex est conservé à la Staatliche Museen zu Berlin (P. 5013) à Berlin.